# Sauge (Berne)
Pour les articles homonymes, voir Sauge (homonymie).
Sauge est une commune suisse du canton de Berne, située dans l'arrondissement administratif du Jura bernois. Elle est issue de la fusion de  Plagne, Frinvillier et Vauffelin (Frinvillier faisant déjà partie de la commune de Vauffelin depuis sa création), effective depuis le 1er janvier 2014.

## Histoire
La fusion des six communes de La Heutte, Péry, Orvin, Plagne, Romont et Vauffelin échoue en 2008.
Lors du vote de février 2013, les communes de Vauffelin et Plagne valident leur fusion pour former la nouvelle commune de Sauge, qui voit le jour le 1er janvier 2014. Les habitants de la commune de Vauffelin acceptent la fusion à main levée par 66 voix contre 2 alors qu'à Plagne, cette fois à bulletin secret, les citoyens l'acceptent par 85 oui, 15 non et une abstention. Le nom de la commune, qui compte environ 750 habitants à sa création, vient du chemin des Sauges qui relie Plagne à Vauffelin.